# 士林妙法寺
妙法寺位於台灣台北市至善路，為主祀觀世音菩薩之佛教廟宇。該建物興建於1962年，今為位於台北士林區之仿古廟宇建築。另外，該廟宇的組織型態為管理人制，祭典日期則是每年農曆之二月十九。